# Schistostephium heptalobum
Schistostephium heptalobum es una especie de planta floral del género Schistostephium, tribu Anthemideae, familia Asteraceae. Fue descrita científicamente por Oliv. & Hiern.
Se distribuye por Zambia, Zimbabue y Mozambique. Puede alcanzar los 1,2 metros de altura. Se encuentra a altitudes de 100–2150 metros.